# Eurystomellidae
Famille
Les Eurystomellidae sont une famille d'ectoproctes de l'ordre des Cheilostomatida.

## Liste des genres
Selon World Register of Marine Species (21 mars 2016) :
- genre Eurystomella Levinsen, 1909
- genre Integripelta Gordon, Mawatari & Kajihara, 2002
- genre Selenariopsis Maplestone, 1913
- genre Zygopalme Gordon, Mawatari & Kajihara, 2002